# Mänttä-Vilppula
Mänttä-Vilppula es un municipio de Finlandia ubicado en la región de Pirkanmaa.
En 2022, el municipio tenía una población de 9360 habitantes.
Comprende un conjunto de localidades ubicadas unos 50 km al norte-noreste de la capital regional Tampere, en el límite con la región de Finlandia Central. Por el sureste del término municipal pasa la carretera 58, que une Tampere con Kärsämäki, y de ella sale aquí la carretera 56, que lleva a Jämsä. Los principales lagos del término municipal son los de Ruovesi, Kuorevesi y Keurusselkä.
El municipio fue creado en 2009 mediante la fusión de la ciudad de Mänttä (la actual capital municipal) con el vecino municipio rural de Vilppula.